# 越北臭蛙
越北臭蛙（学名：Odorrana geminata），一种分布于越南北部和中华人民共和国云南省东南部地区的两栖动物，隶属于蛙科臭蛙属。

## 形态特征
越北臭蛙雄蛙体长70.9～78.6毫米，雌蛙体长86.6～100.1毫米。身体背部皮肤光滑，颜色变异较大，一般呈绿色具黑褐色小斑点或浅褐色具深褐色大斑；身体腹面黄白色，咽喉和四肢腹面褐色斑密集，胸腹部有灰色云状斑。